# Bạo động Baltimore 2015
Ngày 19 tháng 4 năm 2015, Freddie Gray, một người đàn ông người Mỹ gốc Phi 25 tuổi, là công dân của thành phố Baltimore, Maryland, đã chết khi bị giam giữ một tuần trong trại giam. Tại thời điểm bị bắt thì sức khỏe của Gray rõ ràng rất tốt. Trong khi đang được chở trong một chiếc xe cảnh sát, Gray rơi vào tình trạng hôn mê và được đưa tới một trung tâm chấn thương. Ngày 1 tháng 5 năm 2015, Tòa án bang Maryland của Mỹ đã công bố kết luận chính thức về vụ việc này. Sáu nhân viên cảnh sát liên quan tới vụ Freddie Gray đã bị khởi tố với nhiều tội danh, trong đó có tội ngộ sát và giết người.
Những cuộc biểu tình hòa bình đã được tổ chức sau khi cái chết của Gray được nhiều người biết đến, và các cuộc biểu tình tự phát được diễn ra sau tan lễ, trong đó bao gồm các yếu bố bạo lực. Tình trạng bất ổn tiếp tục tăng và tính đến ngày 28 tháng 4, có ít nhất 20 cảnh sát bị thương, 250 người bị bắt, hàng nghìn cảnh sát và lực lượng Vệ binh Maryland đã được triển khai. Tình trạng khẩn cấp được ban bố trong phạm vi thành phố Baltimore.